# 蔵王県境裁判

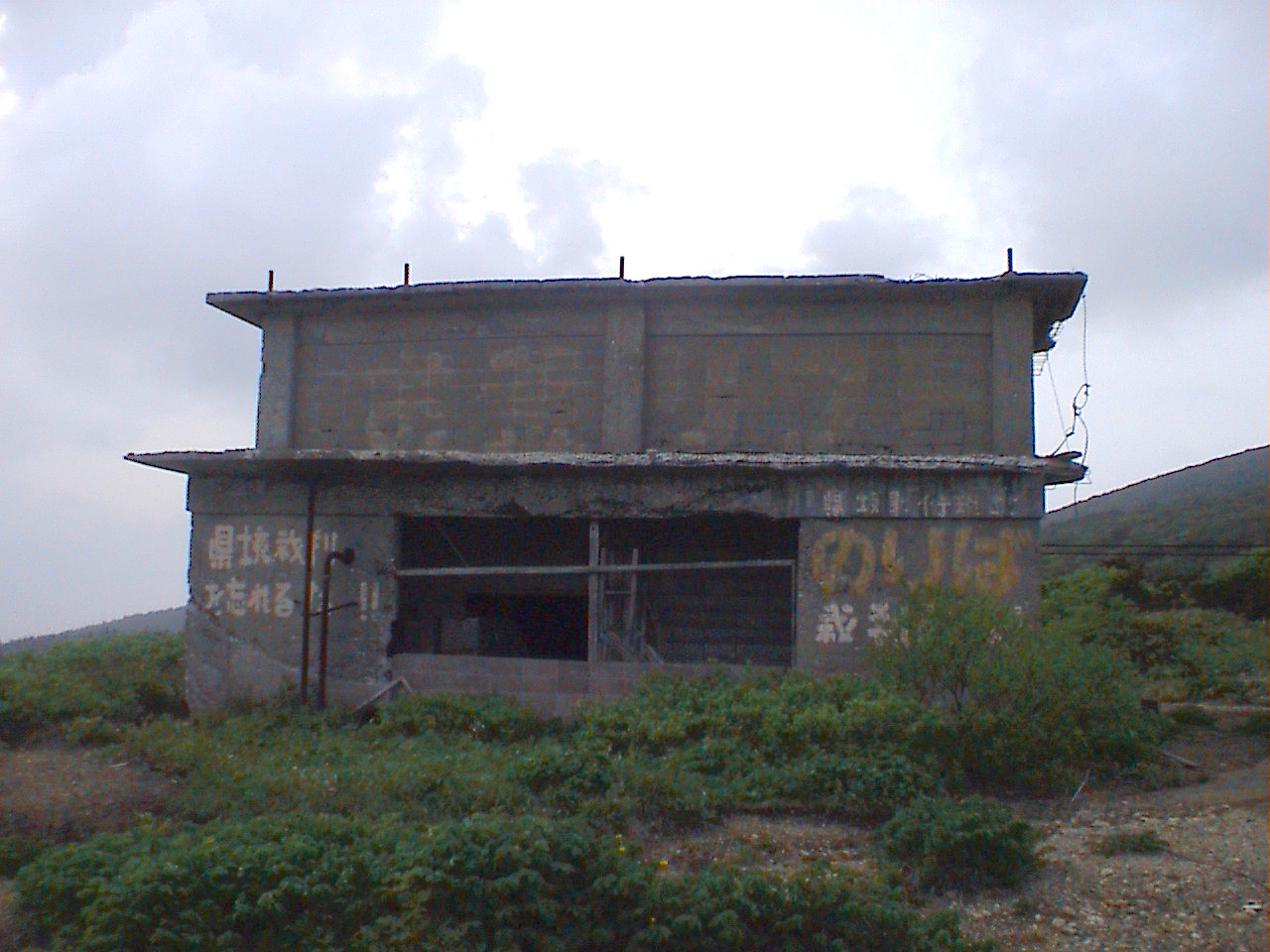
北都開発のリフト起点停留場跡

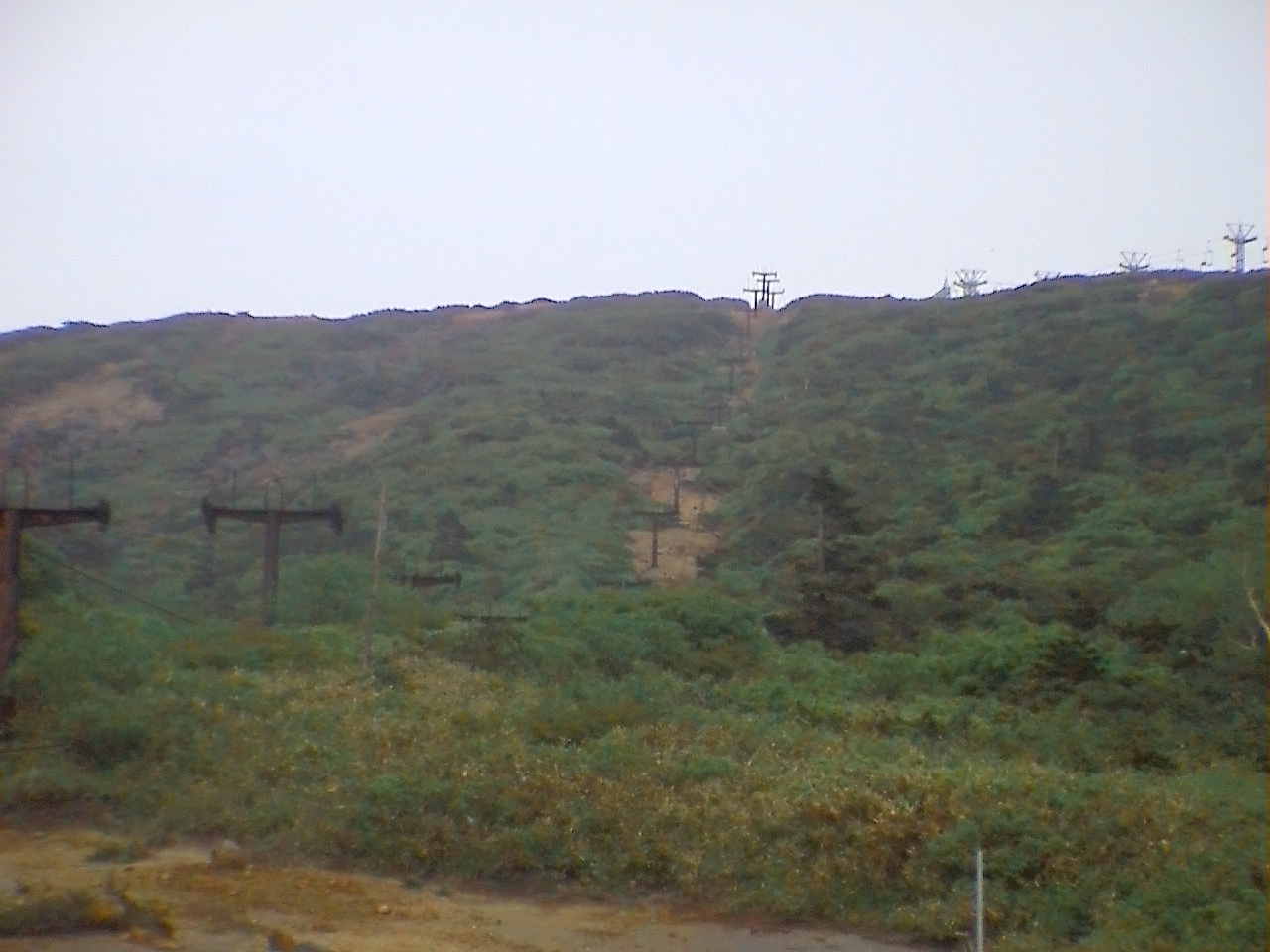
刈田駐車場から見た北都開発リフトの索道跡。右上に見えるのが山交リフト

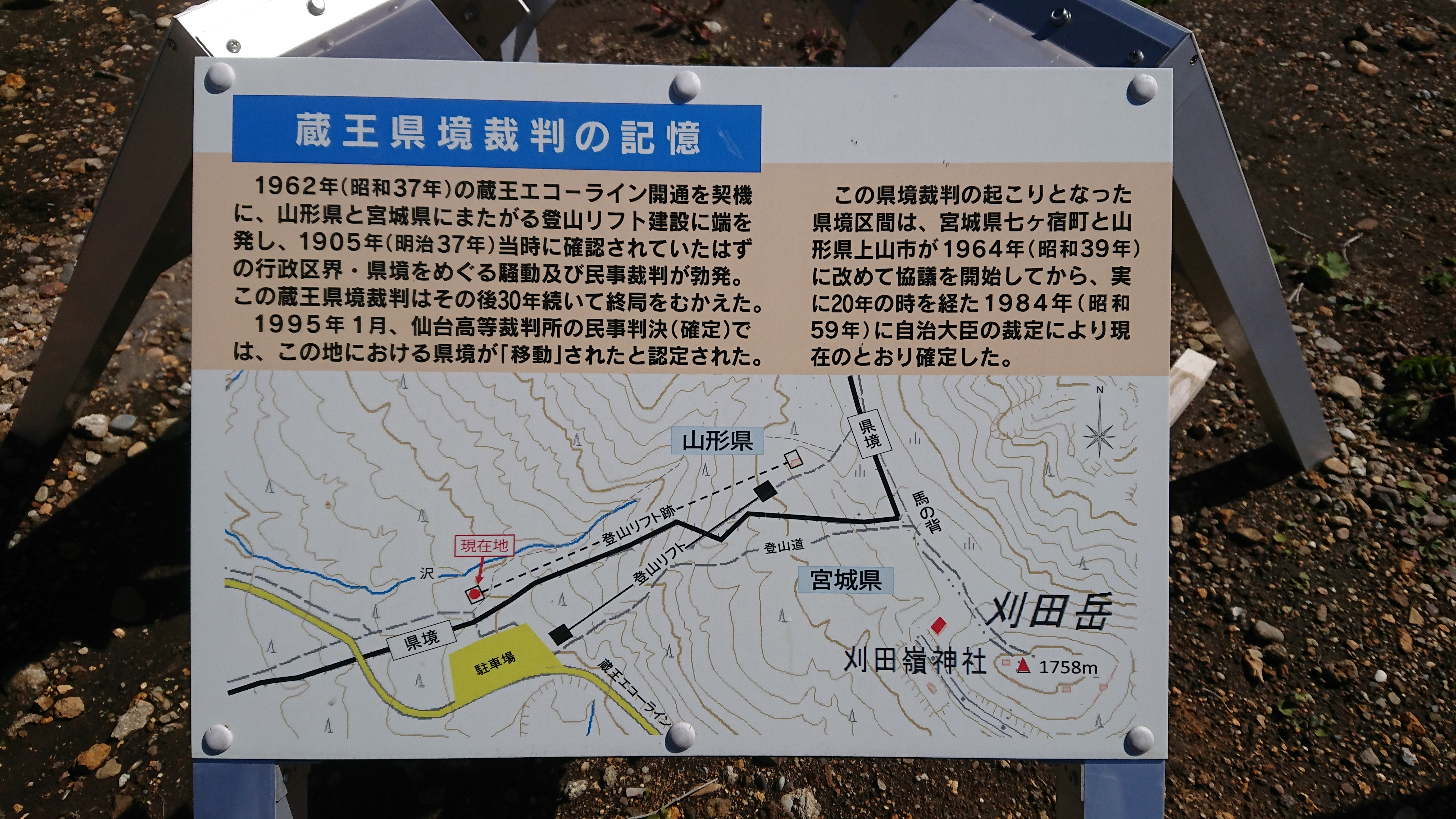
北都開発のリフト起点停留所跡地に設置された看板「蔵王県境裁判の記憶」（2021年9月撮影）

蔵王県境裁判（ざおうけんきょうさいばん）とは、山形県と宮城県にまたがる観光地、蔵王連峰でのリフト建設に端を発した、山形県上山市と宮城県七ヶ宿町との間の県境をめぐる民事裁判および刑事裁判のことである。

## 経緯
この事件は、1962年（昭和37年）の山岳有料道路、蔵王エコーライン（現在は、無料化して宮城県道・山形県道12号白石上山線）の開通を契機に勃発した。
この開通を機に、山形県と宮城県の県境付近にある大型駐車場である刈田駐車場から蔵王観光のハイライトである「御釜」まで、直接リフトで連絡しようと、山形市に本社がある2社が同時期にリフト建設の申請を行った。1社が北都開発、もう1社は山形交通である。
当時、蔵王連峰の上山市と七ヶ宿町の県境・市町境の一部は未定地であったが、双方ともその場所が未定地という認識はなく、お互いに県境が定められていると思い込んでいた。すなわち、上山市側は、刈田駐車場から御釜を望む稜線へと向かい、そこから稜線上を刈田岳神社へと向かう登山道を県境と認識していた。一方、七ヶ宿町では、林班界（営林署の管理境界）を県境と認識していた。
この時点では、県境＝登山道＝林班界だと考えられており、双方に争いはなかった。実際に、この登山道の管理費用は上山市が負担していた。
1963年（昭和38年）、北都開発が山形側の営林署管理区域を通るリフトの申請を、新潟運輸局、山形営林署、上山市に行った。それに続いて、山形交通が宮城側の営林署管理区域を通るリフトの申請を、仙台運輸局、白石営林署、七ヶ宿町に行った。

## 県境の移動
地元の有力企業である山形交通と密接な関係にあった当時の山形営林署は、山形交通に便宜を図るため、山形側に提出された北都開発の申請を繰り返し不受理とした。それに対して、宮城側に提出された山形交通の申請は、山形営林署と白石営林署の介助により難なく受理された。
こうして、後から申請した山形交通のリフトが先に着工されることになった。しかし、実際のリフトは、申請時の予定地から大きく北に外れた場所に建設された。すなわち、県境とみなされてきた登山道にリフトがまたがり、申請を行っていないはずの山形側に食い込む形となったのである。
これを発見した北都開発の社員は山形営林署に通報したが、当時の山形営林署長は林班界が明らかでないとして再調査を行った。その結果、林班界は登山道に重なるものではなく、登山道のはるか北側にある分水界に一致するという見解を示した。これに基づけば、山形交通のリフトは宮城側に収まる一方、北都開発のリフト予定地こそが県境をまたいでいるとして、工事中止命令まで出される事態となった。
こうした背景から、北都開発のリフト建設が大幅に遅延したため、山形交通のリフト（山交リフト）が先立って営業開始することになった。山交リフト営業開始から1年以上経った1964年（昭和39年）、ようやく北都開発リフトの申請が通り、営業開始にこぎつけることが出来たが、それまでの間に山交リフトは観光客の囲い込みに成功していたため集客が出来ず、北都開発リフトは開始当初から深刻な営業不振にあえぐことになった。
このため、北都開発は山形営林署の行為により営業開始が遅れ、結果多大な損害を被ったとして、同年、営林署を管轄する国を相手に4000万円の損害賠償を求める民事訴訟を行った。また、1965年（昭和40年）には当時の山形営林署長が、勝手に県境を移動させたとして公務員職権乱用罪で起訴された。

## 県境の確定
山形・宮城両県の県境未定地問題は、裁判沙汰になったことで一気に日本中の注目を集めた。そこで自治省（現総務省）が介入し、専門家による現地調査と両県および上山市・七ヶ宿町への聞き取り調査を行い、一旦は林班界を県境とするという裁定を行った。
ところが、今度は七ヶ宿町がこの裁定に不服を申し立てたため、混乱に拍車をかけることになった。もともと七ヶ宿町は県境＝林班界として認識していたが、それが固定化してしまうと、さらに獲得できるはずの町域が狭まってしまうという思惑があったためである。
県境問題はこのまま棚上げにされ、県境が確定したのは1984年（昭和59年）のことであった。1984年3月12日、永田上山市長と安藤七ヶ宿町長が直接会談し、両市町の譲歩によって基本的事項を確認のうえ大綱的に合意するに至った。最終的に、一枚石沢国有林林班界84号標石と馬の背に現存する同28号石標を結び、その間については、分水線や傾斜変換線等を合理的に組み合わせるという県境の形となった。
これらの間、上山市と七ヶ宿町の両住民は藩政時代からの因縁まで持ち出し、一時は険悪な雰囲気になったと言われている。
問題の解決を機に、同年（1984年）に七ヶ宿町議会議員と上山市議会議員全員による「友好懇話会」が上山市内で開催された。
なお、北都開発を原告とした国家賠償請求訴訟はその後も続き、1995年（平成7年）、仙台高等裁判所が被告の国に対し794万円の支払いを命じて結審した。判決確定まで、足掛け30年にも及ぶ裁判であった。

## その後の展開
北都開発は営業を軌道に乗せることができず、裁判の終結を迎える前にリフト事業からの撤退に追い込まれる。しかしリフト跡は2012年5月現在も残っており、その壁には本件を指すと思われる「県境栽判を忘れるな！！」〔ママ〕との落書きが残されていた（記事冒頭の画像を参照）。
2015年1月、国はリフト跡の設備の撤去と原状回復を求め、山形地裁に提訴を行った。これに伴い、山形県はボランティア団体に撤去を依頼していたがなかなか実行に移せず、結局は山形地裁の強制執行によって撤去されている。